# Carles Suriñach
Pour les articles homonymes, voir Suriñach.
 (octobre 2024).
Si vous disposez d'ouvrages ou d'articles de référence ou si vous connaissez des sites web de qualité traitant du thème abordé ici, merci de compléter l'article en donnant les références utiles à sa vérifiabilité et en les liant à la section « Notes et références ».
Carles Suriñach, né à Barcelone le 4 mars 1915 et mort le 12 novembre 1997 à New Haven, est un compositeur et chef d'orchestre catalan, naturalisé américain.

## Biographie
Carles Suriñach naît à Barcelone, où il occupe le poste de direction à l'Orchestre symphonique de Barcelone et du Gran Teatre del Liceu. Il étudie la composition avec Enrique Morera au Conservatoire de Barcelone, puis se rend en Allemagne, où il étudie avec Max Trapp à Berlin et également avec Richard Strauss, enchaînant cinq séminaires de Strauss. En 1948, son opéra El mozo que caso con mujer brava est créée à Barcelone. 
En 1951, il émigre aux États-Unis, où il devient un grand compositeur de Ballets. Il est fait citoyen des États-Unis en 1959. Il compose notamment trois ballets pour la célèbre chorégraphe Martha Graham :  Embattled Garden (« Le jardin assiégé  », 1958), Les acrobates de Dieu (1960) et La Chouette et le Pussycat (1978). Il a également composé « Fête de Cendres » pour le Joffrey Ballet. Son concerto pour harpe est une commande de Charles Royce pour sa fille, Maria. La première est donnée en 1978, à Grand Rapids, dans le Michigan, avec Nicanor Zabaleta. Le concerto est ensuite interprété par Maria Royce à Interlochen (Michigan), mais le concerto pour harpe de Surinach, n'a pas été joué depuis.
Surinach a aussi orchestré Iberia, d'Isaac Albéniz.
Parmi ses élèves les plus remarquables, se trouve Louis W. Ballard.
Surinach est décédé à New Haven, Connecticut, à l'âge de 82 ans.
La fondation BMI parraine le prix "Carlos Surinach", qui honore le talent de jeunes musiciens pour leur service à la musique américaine et finance la création de nouvelles œuvres des anciens vainqueurs du prix BMI des compositeurs étudiants. Le programme est établi grâce à un legs de Surinach.

## Œuvres
- Symphonie n° 1, « Sinfonía Passacaglia »
- El mozo que casó con mujer brava (1948), opéra
- Symphonie n° 2 (1949-50)
- Sinfonietta Flamenca (1953)
- Ritmo Jondo (1953), ballet
- Fandango (1954)
- Hollywood Carnival (1954)
- Concertino pour piano, cordes et cymbales (1956)
- Feria Mágica (1956), ouverture
- Symphonie n° 3, « Sinfonía Chica » (1957)
- Jardin assiégé (1958), ballet
- Paeans and Dances of Heathen Iberia (1959)
- Sonatine (1959) pour guitare seule
- Acrobates de Dieu (1960), ballet
- Variations symphoniques pour orchestre (1962)
- Cantate de Saint-Jean (1962)
- Fête de Cendres (1963), ballet
- Les chants de l'âme (1964), pour chœur
- Melorhythmic Dramas (1966)
- Flamenco Cyclothymia (1967)
- Via Crucis : cycle de quinze saetas (1970) pour guitare et chœur
- Soleriana (1972)
- Concerto pour piano (1973)
- Prières (1973) pour voix seule
- Chronique (1974), ballet
- Celebraciones Medievales (1977), pour chœur
- Concerto pour orchestre à cordes (1978)
- The Owl and the Pussycat (1978), ballet
- Concerto pour harpe (1978)
- Concerto pour violon et orchestre (1980)
- Tres Cantos Berberes
- Trois Chansons d'Espagne
- Tientos
- Tres Cantares
- Contes du flamenco uni (Leyendas Del Reino flamenco) pour les enfants, pour piano
- Melismas sinfónicos (1985)
- Double concerto pour flûte, contrebasse et orchestre de chambre (1990)